# Orrtjärnen (Lövångers socken, Västerbotten)
Orrtjärnen är en sjö i Skellefteå kommun i Västerbotten och ingår i Kålabodaåns huvudavrinningsområde. Sjön har en area på 0,0895 kvadratkilometer och ligger 109,1 meter över havet.

## Delavrinningsområde
Orrtjärnen ingår i det delavrinningsområde (715774-174758) som SMHI kallar för Mynnar i Vebomarksån. Medelhöjden är 79 meter över havet och ytan är 42,58 kvadratkilometer. Det finns inga avrinningsområden uppströms utan avrinningsområdet är högsta punkten. Degerbäcken som avvattnar avrinningsområdet har biflödesordning 4, vilket innebär att vattnet flödar genom totalt 4 vattendrag innan det når havet efter 21 kilometer. Avrinningsområdet består mestadels av skog (70 procent) och jordbruk (15 procent). Avrinningsområdet har 0,79 kvadratkilometer vattenytor vilket ger det en sjöprocent på 1,8 procent.